# Декордова-Рид, Бобби
Бобби Армани Декордова-Рид (англ. Bobby Armani Decordova-Reid; родился 2 февраля 1993, Бристоль, Англия), также известный как Бобби Рид (англ. Bobby Reid) — ямайский футболист, атакующий полузащитник английского клуба «Лестер Сити» и национальной сборной Ямайки.

## Клубная карьера
Уроженец Бристоля, Бобби начал карьеру в футбольной академии местного клуба «Бристоль Сити». В основном составе дебютировал 7 мая 2011 года в матче последнего тура Чемпионшипа против «Халл Сити».
В ноябре 2011 года отправился в аренду в клуб «Челтнем Таун». Провёл за команду только 1 матч: это была игра в рамках Лиги 2 против «Саутенд Юнайтед» 10 декабря.
В марте 2013 года Рид был отправлен в аренду в «Олдем Атлетик». Провёл за команду 7 матчей в Лиге 1.
В сентябре 2014 года Рид перешёл в «Плимут Аргайл» на правах аренды. 13 ноября он был отозван из аренды в связи с травмами игроков «Бристоль Сити», однако уже 26 ноября вернулся в «Плимут» на правах аренды. В январе 2015 года в третий раз отправился в «Плимут Аргайл» на правах аренды. Всего в сезоне 2014/15 провёл за «Плимут» 35 матчей и забил 3 мяча.
Начиная с сезона 2015/16 пробился в основной состав «Бристоль Сити». В сезоне 2017/18  помог своей команде дойти до полуфинала Кубка Английской футбольной лиги, по ходу турнира обыграв «Плимут Аргайл», «Уотфорд», «Сток Сити», «Кристал Пэлас» и «Манчестер Юнайтед». Рид забил в полуфинальном матче против «Манчестер Сити», но этого оказалось недостаточно для выхода в финал турнира.
28 июня 2018 года Бобби Рид перешёл в «Кардифф Сити», подписав с валлийским клубом четырёхлетний контракт. Сумма его трансфера из «Бристоль Сити» составила, по данным СМИ, 10 млн фунтов стерлингов. 11 августа 2018 года он дебютировал за «Кардифф» в матче Премьер-лиги против «Борнмута». 20 октября 2018 года Бобби забил свой первый мяч за «Кардифф Сити» в матче Премьер-лиги против «Фулхэма».
В августе 2019 года Декордова-Рид был арендован лондонским «Фулхэмом» сроком на один сезон. 10 августа 2019 года дебютировал за «дачников» в матче Чемпионшипа против «Блэкберн Роверс».

## Карьера в сборной
В июне 2019 года Рид получил вызов в национальную сборную Ямайки для участия в Золотом кубке КОНКАКАФ. 6 сентября 2019 года впервые сыграл за сборную Ямайки, выйдя в стартовом составе против сборной Антигуа и Барбуды и забил гол в своём дебютном матче за сборную.

## Достижения
Личные
- Член «команды года» в Чемпионшипе по версии ПФА: 2017/18[19]

## Личная жизнь
Рид родился в Бристоле, Англия, в семье выходцев из Ямайки. В октябре 2018 года изменил свою фамилию с «Рид» на «Докордова-Рид» в дань уважения своей матери (Декордова — фамилия его матери).
Старшая сестра Бобби — член Парламента Великобритании от лейбористов Марша де Кордова.